# Great Hiwassee
Great Hiwassee eller Ayuhwasi Egwaha på cherokesisk, var en af cherokesernes såkaldte Overhill Towns og en vigtig bebyggelse fra slutningen af det 17. århundrede frem til begyndelsen af det 19. århundrede.
Bebyggelsen lå på den nordlige bred af Hiwassee River, der hvor floden i dag krydses af U.S. Highway 411 i Polk County i Tennessee, USA. Hvor byen en gang lå, ligger i dag en del af East Tennessee Nursery, en statslig planteskole.
Cherokeserlederen Major Ridge blev født i Great Hiwassee omkring 1771, og det var her i byen, at han og en anden cherokeser, Alexander Saunders, den 9. august 1807 dræbte en anden høvding, Doublehead, for at sælge cherokeserland til de hvide.
Byen var forbundet med de nordligere beliggende cherokeserbebyggelser Great Tellico og Chota via "Krigerstien", en del af stisystement Great Indian Warpath (Den Store Indianske Krigssti).
35°14′27″N 84°33′49″V / 35.2408°N 84.5636°V